# El Lobo (matador)
Pour les articles homonymes, voir El Lobo.
Charlie Laloë plus connu sous son apodo (pseudonyme) de « El Lobo » (« le loup ») né à Bagnolet,  (département de la Seine-Saint-Denis, France) le  7 mai 1979, est un matador français.

## Présentation et carrière
Il a fait son apprentissage à l'école taurine d'Arles, où il donne maintenant des cours d'initiation à la tauromachie et des cours pour les aficionados practicos (qui pratiquent la tauromachie en amateurs).
Sa première novillada piquée a lieu à Arles,  le 7 avril 1996 devant des novillos de l'élevage Torrealta en compagnie de Juan Diego et Antononio Losada. Il reçoit deux oreilles et une ovation pour sa prestation. Il se présente pour la première fois en  Espagne, près de Madrid, dans les arènes de Meco le 10 septembre 2000 dans un spectacle mixte comprenant aussi des rejoneadors (Juan Diego y Regino Ortes).
Il poursuit sa carrière à Arles,  où il prend son alternative  le 4 juillet 1999 avec pour parrain, Pepín Jiménez et pour témoin José Luis Bote face au taureaux Hogareno de la Ganadería du Scamandre.

Jusqu'en 2004, il a de beaux succès à Vergèze, Magescq et aux Saintes-Maries-de-la-Mer où il triomphe en coupant  deux oreilles le 1er mai. Il n'est pas retiré du ruedo, même si les contrats se sont faits rares au cours des dernières années, et il fait partie des membres fondateurs de  l'Association des Matadors de Taureaux Français (AMTF), créée de 28 janvier 2012, à Nîmes, dont la presse taurine s'est fait l'écho des deux côtés des pyrénées,,. Les objectifs de cette association ont été lors d'une récente réunion à Nîmes.
En 1999, il était le 32e matador français à prendre l'alternative, Juan Bautista étant le 33e